# Wolfgang Krahnke

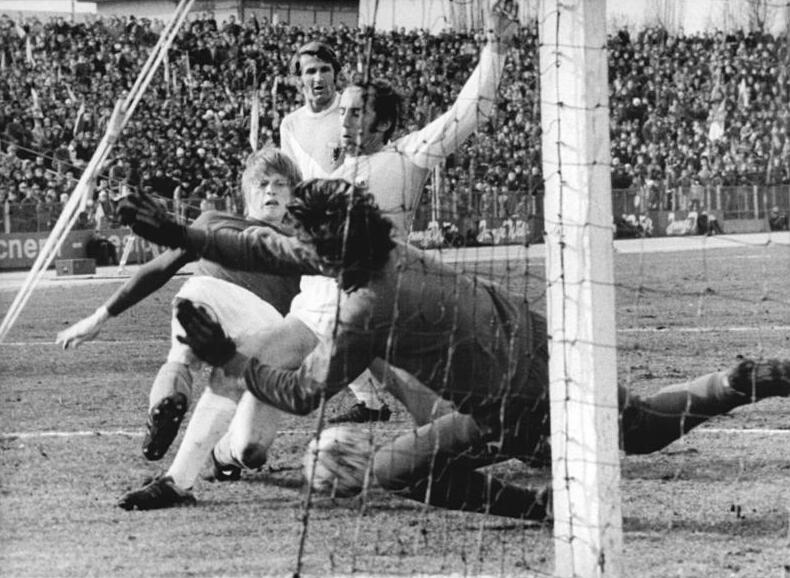
Torhüter Wolfgang Krahnke (1976)

Wolfgang Krahnke (* 2. Januar 1952) ist ein ehemaliger deutscher Fußballtorwart, der für den FC Karl-Marx-Stadt von 1972 bis 1985 in der DDR-Oberliga, der höchsten Spielklasse im DDR-Fußball im Tor stand.

## Sportliche Laufbahn
Bis 1967 spielte Wolfgang Krahnke bei der Betriebssportgemeinschaft (BSG) Motor Rochlitz und wurde danach zum regionalen Fußball-Leistungszentrum, dem FC Karl-Marx-Stadt (FCK) delegiert. Ab 1968 spielte er in der FCK-Juniorenmannschaft und wurde 1969 in den Kader der DDR-Juniorennationalmannschaft aufgenommen. Mit ihr bestritt er im selben Jahr neun Länderspiele.
Sein erstes Spiel für die Oberligamannschaft des FCK bestritt der 1,82 m große Krahnke schon als 18-Jähriger 1970 in der 2. Hauptrunde des DDR-Fußballpokals (Dynamo Dresden II – FCK 2:0). Danach wurde seine Fußball-Laufbahn durch einen 18-monatigen Wehrdienst unterbrochen. Zum Beginn der Oberligaspielzeit 1972/73 wurde Krahnke als Ersatz für den ausgeschiedenen Torwart Manfred Kaschel als Neuzugang gemeldet. Mit 22 Einsätzen in 26 Oberligaspielen übernahm er sofort die Rolle des Stammtorwarts. Diese verlor er wieder in den folgenden beiden Spielzeiten, als er jeweils nur elfmal eingesetzt wurde.
Vom 24. März 1973 bis zum 9. Juni 1973 absolvierte Krahnke mit dem FCK sieben zu-Null-Spiele in Folge und blieb dabei insgesamt 723 Minuten ohne Gegentor, womit er den bis zur Auflösung der Oberliga gültigen Rekord für die längste Zeit ohne Gegentor innehatte. Lediglich drei weiteren Torhütern gelang es in der Oberliga-Geschichte länger als 600 Minuten am Stück ohne Gegentor zu bleiben (Bodo Rudwaleit 1990/91, Wolfgang Blochwitz 1967/68 und Wolfgang Pröhl saisonübergreifend in den Kalendersaisons 1957 und 1958).
Vom Mai bis zum November 1973 bestritt Krahnke mit der DDR-Nachwuchsnationalmannschaft sechs Länderspiele.
Nach 25 Oberligaspielen 1975/76 und nur neun Einsätzen in der darauffolgenden Saison, wurde Krahnke ab 1977/78 endgültig zur Nummer eins im FCK-Tor. Diesen Status konnte er bis zum Ende der Saison 1984/85 verteidigen. Zur Spielzeit 1985/86 wurde er zwar vom FCK noch als 1. Oberliga-Torwart nominiert, kam aber nicht mehr zum Einsatz. Im Sommer 1986 wurde dann das Ende seiner aktiven Laufbahn bekanntgegeben. Innerhalb von 13 Spielzeiten war er auf 254 Oberligaeinsätze gekommen und war damit der am meisten eingesetzte Torhüter des FCK. In der Rangliste aller FCK-Spieler landete er auf Platz acht.

## Einsatzstatistik
- DDR-Oberliga: 254 Spiele
- FDGB-Pokal: 32 Spiele
- UI-Cup: 6 Spiele